# مونرو (اورگن)
مونرو (به انگلیسی: Monroe) شهری در شهرستان بنتن ایالت اورگن است و در سرشماری سال ۲۰۱۱ میلادی، ۶۱۷ نفر جمعیت داشته که نسبت به سال ۲۰۱۰، −۰٫۳۲ درصد رشد جمعیت داشته‌است.